# Bhatpar Rani
Bhatpar Rani es  un pueblo y nagar Panchayat situado en el distrito de Deoria en el estado de Uttar Pradesh (India). Su población es de 14839 habitantes (2011). 

## Demografía
Según el  censo de 2011 la población de Bhatpar Rani  era de 14839 habitantes, de los cuales 7692 eran hombres y 7147 eran mujeres. Bhatpar Rani tiene una tasa media de alfabetización del 80,71%, superior a la media estatal del 67,68%: la alfabetización masculina es del 86,94%, y la alfabetización femenina del 73,97%.